# Ramón Unzaga Asla
Ramón Unzaga Asla   (Bilbao, 18 de juliol de 1892 - Cabrero, 31 d'agost de 1923) fou un futbolista xilè, basc de naixement, (emigrat a Talcahuano el 1906 amb 12 anys), de les dècades de 1910 i 1920.
Fou 9 cops internacional amb la selecció de Xile amb qui participà en les copes Amèrica de 1916 i 1920.
Pel que fa a clubs, defensà els colors de Club Minas Lota i Club Atlético y de Fútbol Estrella de Mar de Talcahuano.
Juntament amb David Arellano, és considerat un dels creadors del remat de xilena.
L'estadi de Talcahuano duu el seu nom.